# Torbacken
Torbacken är en by som ligger 2 km norr om Nygård i Lilla Edets kommun. Byn ligger vid järnvägen.
Vid Torbacken finns en fördämning av Gårdaån, som drev kvarnen och sågen som ligger där mellan Nygård och Prässebo.